# Ad-Dhahiriya
 (juillet 2025).
Le contenu est difficilement compréhensible vu les erreurs de traduction, qui sont peut-être dues à l'utilisation d'un logiciel de traduction automatique.
Ad-Dhahiriya (arabe : الظاهرية) est une ville palestinienne située à environ 23 km au sud de la ville d'Hébron  dans le Gouvernorat de Hébron au sud de la Cisjordanie.

## Population
Selon le bureau palestinien des statistiques, la ville avait une population de 28 776 en 2007.
La ville se situe à une altitude d'environ 655 mètres. Le maire de la ville est Akram Abu Alan qui a été élu en 2012.
Ad-Dhahiriya est une ville palestinienne située à environ 23 km au sud de la ville d'Hébron dans le gouvernorat de Hébron au sud de la Cisjordanie. Selon le bureau palestinien des statistiques, la ville avait une population de 28 776 en 2007. En 2011, la population est passée à 33,442 personnes. La ville est située à une altitude d'environ 655 mètres. Le maire est Akram Abu Allan. Il a été élu en 2013. 
Ad-Dhahiriya est la plus grande agglomération à Hébron et le dernier foyer de la population dans le sud de la Cisjordanie vers le Néguev en plus un lien entre les différents environnements de la vie nomade dans le Néguev et la vie rurale dans le sud d'Hébron, fabrication de cela un centre commercial de plus de cent mille habitants du Néguev en plus d'être un lieu de rassemblement pour les travailleurs d'aller à la ville de Be'er sheva, qui exerce une pression sur les services dans l'eau, les routes, l'électricité et augmenter la charge des services de santé et domaine de l'hygiène.
Ad-Dhahiriya  est entourée par le territoire du Dora, Samu et Beer Sabee. Elle a beaucoup d'effets qui prouvent la succession des civilisations : le site de la ville et le grand nombre de zones pastorales et agricoles. L'élevage, la commerce et l'industrie ont conduit à une croissance en termes de rentabilité économique. 
La première école a été construite en 1933.
Ad-Dhahiriya abrite plusieurs mosquées dont la mosquée omari qui a été construite à l'époque du calife Omar Ibn al-khattab et remonte probablement à l'époque de Zahir Baybars. En 1933, l'archéologue palestinien Dmitry Baramki a découvert un site d'enfouissement qui remonte à l'âge du fer.
Confisquées par les autorités de l'occupation israélienne en 1948 et en 1967, de vastes étendus terrains ont été mis à disposition des colons pour s'installer en Cisjordanie : Shamaa, tina, ashkalot et snsina.
Elle en entourée par de nombreux villages qui contiennent des sites archéologiques dont Kafr gul, Znuta, Shuweika,almqaour, asila, al-rahwa, deir al- hawa et amdemnh. Emplacement stratégique en a fait un centre commercial fréquenté par plus de cent mille habitants du Néguev en plus d'être un lieu de rassemblement de travailleurs à partir vers la ville de Beer sheva et à l'intérieur de la ligne verte. Selon les dossiers financiers et le ministère de la santé dans la municipalité, il y a plus de 1 040 établissements commerciaux varient dans la qualité des biens et services fournis par ce qui en fait un marché global répondant aux besoins des clients. 

### Économie
Les sources de revenus pour les habitants de la ville sont variés en fonction de la diversité de l'activité économique taux de travail est d'environ 68,6 % du la population le secteur du travail en Israël est une source majeure de revenus et occupe environ 52 % des sources de revenu, selon les statistiques, suivis de 17 % des emplois du gouvernement et du secteur de l'agriculture 15 % puis le secteur du commerce de 11 % , et enfin le secteur industriel contribue seulement 5 % du revenu. 

### Occupation israélienne
Selon l'accord entre l'Autorité palestinienne et l’État israélien, la ville fait partie de la zone A, dans laquelle l’Autorité nationale palestinienne assure l’administration civile et la gestion de la  sécurité. 
Un jeune homme, Samer Bassam Zagharna, est abattu par les forces d'occupation israélienne le 1er juillet 2025. 

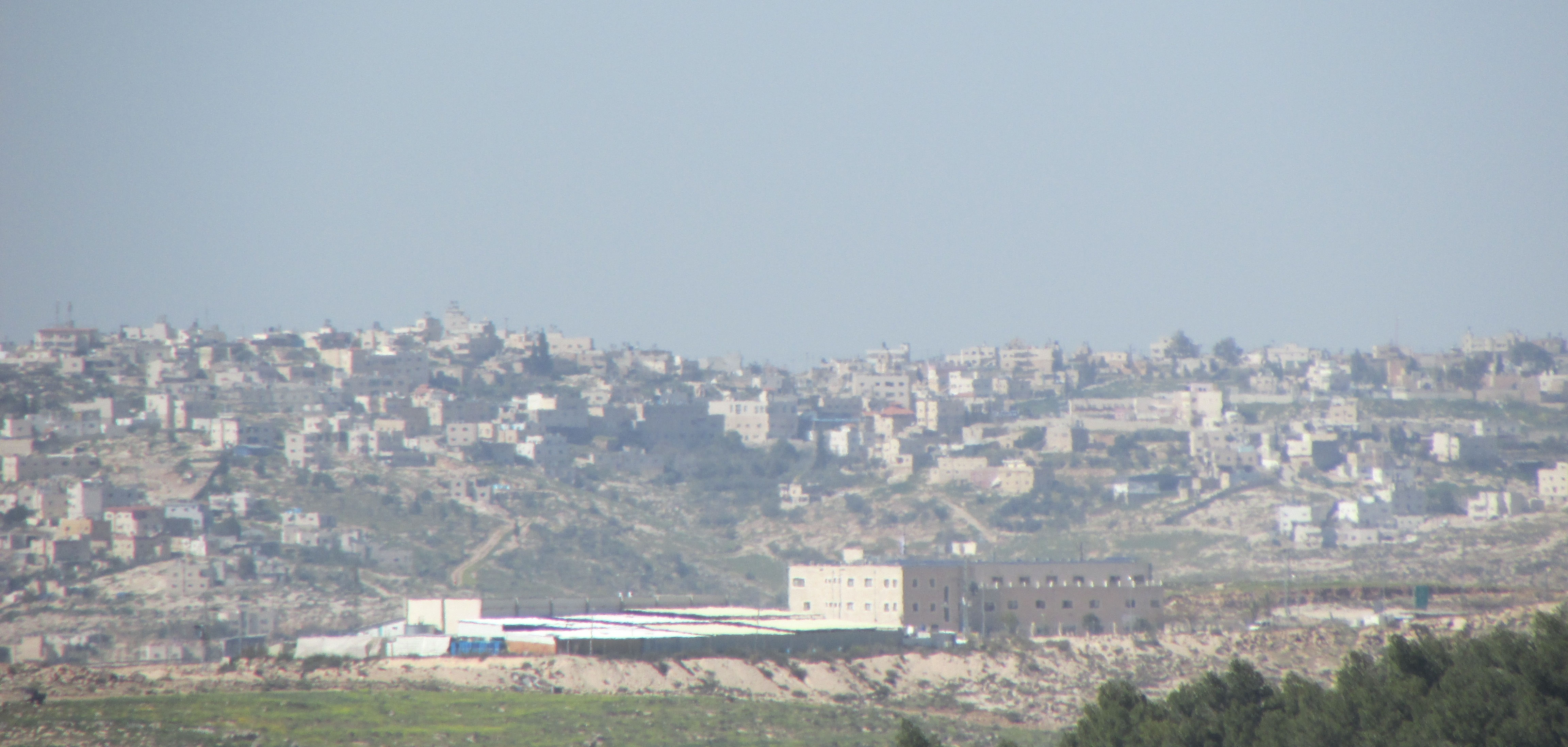